# Крючков, Сергей Петрович
Сергей Петрович Крючков (1907, Москва — 1942) — советский шахматный композитор. Радиотехник. С 1926 публиковал задачи различных жанров и этюд; трёх- и многоходовые задачи составлял преимущественно в чешском стиле (см. Чешская школа). на конкурсах удостоен ряда высоких отличий. Погиб во время Великой Отечественной войны.

## Задачи
|   | a | b | c | d | e | f | g | h |   |
| - | --- | --- | --- | --- | --- | --- | --- | --- | - |
| 8 | b8 чёрный слон · a6 белый король · c6 чёрная пешка · d6 чёрная пешка · b5 чёрная пешка · g4 чёрная пешка · h3 чёрная пешка · a2 белая ладья · f2 белый слон · g2 чёрный ферзь · h2 чёрный король · d1 белый ферзь · e1 белая ладья | b8 чёрный слон · a6 белый король · c6 чёрная пешка · d6 чёрная пешка · b5 чёрная пешка · g4 чёрная пешка · h3 чёрная пешка · a2 белая ладья · f2 белый слон · g2 чёрный ферзь · h2 чёрный король · d1 белый ферзь · e1 белая ладья | b8 чёрный слон · a6 белый король · c6 чёрная пешка · d6 чёрная пешка · b5 чёрная пешка · g4 чёрная пешка · h3 чёрная пешка · a2 белая ладья · f2 белый слон · g2 чёрный ферзь · h2 чёрный король · d1 белый ферзь · e1 белая ладья | b8 чёрный слон · a6 белый король · c6 чёрная пешка · d6 чёрная пешка · b5 чёрная пешка · g4 чёрная пешка · h3 чёрная пешка · a2 белая ладья · f2 белый слон · g2 чёрный ферзь · h2 чёрный король · d1 белый ферзь · e1 белая ладья | b8 чёрный слон · a6 белый король · c6 чёрная пешка · d6 чёрная пешка · b5 чёрная пешка · g4 чёрная пешка · h3 чёрная пешка · a2 белая ладья · f2 белый слон · g2 чёрный ферзь · h2 чёрный король · d1 белый ферзь · e1 белая ладья | b8 чёрный слон · a6 белый король · c6 чёрная пешка · d6 чёрная пешка · b5 чёрная пешка · g4 чёрная пешка · h3 чёрная пешка · a2 белая ладья · f2 белый слон · g2 чёрный ферзь · h2 чёрный король · d1 белый ферзь · e1 белая ладья | b8 чёрный слон · a6 белый король · c6 чёрная пешка · d6 чёрная пешка · b5 чёрная пешка · g4 чёрная пешка · h3 чёрная пешка · a2 белая ладья · f2 белый слон · g2 чёрный ферзь · h2 чёрный король · d1 белый ферзь · e1 белая ладья | b8 чёрный слон · a6 белый король · c6 чёрная пешка · d6 чёрная пешка · b5 чёрная пешка · g4 чёрная пешка · h3 чёрная пешка · a2 белая ладья · f2 белый слон · g2 чёрный ферзь · h2 чёрный король · d1 белый ферзь · e1 белая ладья | 8 |
| 7 | b8 чёрный слон · a6 белый король · c6 чёрная пешка · d6 чёрная пешка · b5 чёрная пешка · g4 чёрная пешка · h3 чёрная пешка · a2 белая ладья · f2 белый слон · g2 чёрный ферзь · h2 чёрный король · d1 белый ферзь · e1 белая ладья | b8 чёрный слон · a6 белый король · c6 чёрная пешка · d6 чёрная пешка · b5 чёрная пешка · g4 чёрная пешка · h3 чёрная пешка · a2 белая ладья · f2 белый слон · g2 чёрный ферзь · h2 чёрный король · d1 белый ферзь · e1 белая ладья | b8 чёрный слон · a6 белый король · c6 чёрная пешка · d6 чёрная пешка · b5 чёрная пешка · g4 чёрная пешка · h3 чёрная пешка · a2 белая ладья · f2 белый слон · g2 чёрный ферзь · h2 чёрный король · d1 белый ферзь · e1 белая ладья | b8 чёрный слон · a6 белый король · c6 чёрная пешка · d6 чёрная пешка · b5 чёрная пешка · g4 чёрная пешка · h3 чёрная пешка · a2 белая ладья · f2 белый слон · g2 чёрный ферзь · h2 чёрный король · d1 белый ферзь · e1 белая ладья | b8 чёрный слон · a6 белый король · c6 чёрная пешка · d6 чёрная пешка · b5 чёрная пешка · g4 чёрная пешка · h3 чёрная пешка · a2 белая ладья · f2 белый слон · g2 чёрный ферзь · h2 чёрный король · d1 белый ферзь · e1 белая ладья | b8 чёрный слон · a6 белый король · c6 чёрная пешка · d6 чёрная пешка · b5 чёрная пешка · g4 чёрная пешка · h3 чёрная пешка · a2 белая ладья · f2 белый слон · g2 чёрный ферзь · h2 чёрный король · d1 белый ферзь · e1 белая ладья | b8 чёрный слон · a6 белый король · c6 чёрная пешка · d6 чёрная пешка · b5 чёрная пешка · g4 чёрная пешка · h3 чёрная пешка · a2 белая ладья · f2 белый слон · g2 чёрный ферзь · h2 чёрный король · d1 белый ферзь · e1 белая ладья | b8 чёрный слон · a6 белый король · c6 чёрная пешка · d6 чёрная пешка · b5 чёрная пешка · g4 чёрная пешка · h3 чёрная пешка · a2 белая ладья · f2 белый слон · g2 чёрный ферзь · h2 чёрный король · d1 белый ферзь · e1 белая ладья | 7 |
| 6 | b8 чёрный слон · a6 белый король · c6 чёрная пешка · d6 чёрная пешка · b5 чёрная пешка · g4 чёрная пешка · h3 чёрная пешка · a2 белая ладья · f2 белый слон · g2 чёрный ферзь · h2 чёрный король · d1 белый ферзь · e1 белая ладья | b8 чёрный слон · a6 белый король · c6 чёрная пешка · d6 чёрная пешка · b5 чёрная пешка · g4 чёрная пешка · h3 чёрная пешка · a2 белая ладья · f2 белый слон · g2 чёрный ферзь · h2 чёрный король · d1 белый ферзь · e1 белая ладья | b8 чёрный слон · a6 белый король · c6 чёрная пешка · d6 чёрная пешка · b5 чёрная пешка · g4 чёрная пешка · h3 чёрная пешка · a2 белая ладья · f2 белый слон · g2 чёрный ферзь · h2 чёрный король · d1 белый ферзь · e1 белая ладья | b8 чёрный слон · a6 белый король · c6 чёрная пешка · d6 чёрная пешка · b5 чёрная пешка · g4 чёрная пешка · h3 чёрная пешка · a2 белая ладья · f2 белый слон · g2 чёрный ферзь · h2 чёрный король · d1 белый ферзь · e1 белая ладья | b8 чёрный слон · a6 белый король · c6 чёрная пешка · d6 чёрная пешка · b5 чёрная пешка · g4 чёрная пешка · h3 чёрная пешка · a2 белая ладья · f2 белый слон · g2 чёрный ферзь · h2 чёрный король · d1 белый ферзь · e1 белая ладья | b8 чёрный слон · a6 белый король · c6 чёрная пешка · d6 чёрная пешка · b5 чёрная пешка · g4 чёрная пешка · h3 чёрная пешка · a2 белая ладья · f2 белый слон · g2 чёрный ферзь · h2 чёрный король · d1 белый ферзь · e1 белая ладья | b8 чёрный слон · a6 белый король · c6 чёрная пешка · d6 чёрная пешка · b5 чёрная пешка · g4 чёрная пешка · h3 чёрная пешка · a2 белая ладья · f2 белый слон · g2 чёрный ферзь · h2 чёрный король · d1 белый ферзь · e1 белая ладья | b8 чёрный слон · a6 белый король · c6 чёрная пешка · d6 чёрная пешка · b5 чёрная пешка · g4 чёрная пешка · h3 чёрная пешка · a2 белая ладья · f2 белый слон · g2 чёрный ферзь · h2 чёрный король · d1 белый ферзь · e1 белая ладья | 6 |
| 5 | b8 чёрный слон · a6 белый король · c6 чёрная пешка · d6 чёрная пешка · b5 чёрная пешка · g4 чёрная пешка · h3 чёрная пешка · a2 белая ладья · f2 белый слон · g2 чёрный ферзь · h2 чёрный король · d1 белый ферзь · e1 белая ладья | b8 чёрный слон · a6 белый король · c6 чёрная пешка · d6 чёрная пешка · b5 чёрная пешка · g4 чёрная пешка · h3 чёрная пешка · a2 белая ладья · f2 белый слон · g2 чёрный ферзь · h2 чёрный король · d1 белый ферзь · e1 белая ладья | b8 чёрный слон · a6 белый король · c6 чёрная пешка · d6 чёрная пешка · b5 чёрная пешка · g4 чёрная пешка · h3 чёрная пешка · a2 белая ладья · f2 белый слон · g2 чёрный ферзь · h2 чёрный король · d1 белый ферзь · e1 белая ладья | b8 чёрный слон · a6 белый король · c6 чёрная пешка · d6 чёрная пешка · b5 чёрная пешка · g4 чёрная пешка · h3 чёрная пешка · a2 белая ладья · f2 белый слон · g2 чёрный ферзь · h2 чёрный король · d1 белый ферзь · e1 белая ладья | b8 чёрный слон · a6 белый король · c6 чёрная пешка · d6 чёрная пешка · b5 чёрная пешка · g4 чёрная пешка · h3 чёрная пешка · a2 белая ладья · f2 белый слон · g2 чёрный ферзь · h2 чёрный король · d1 белый ферзь · e1 белая ладья | b8 чёрный слон · a6 белый король · c6 чёрная пешка · d6 чёрная пешка · b5 чёрная пешка · g4 чёрная пешка · h3 чёрная пешка · a2 белая ладья · f2 белый слон · g2 чёрный ферзь · h2 чёрный король · d1 белый ферзь · e1 белая ладья | b8 чёрный слон · a6 белый король · c6 чёрная пешка · d6 чёрная пешка · b5 чёрная пешка · g4 чёрная пешка · h3 чёрная пешка · a2 белая ладья · f2 белый слон · g2 чёрный ферзь · h2 чёрный король · d1 белый ферзь · e1 белая ладья | b8 чёрный слон · a6 белый король · c6 чёрная пешка · d6 чёрная пешка · b5 чёрная пешка · g4 чёрная пешка · h3 чёрная пешка · a2 белая ладья · f2 белый слон · g2 чёрный ферзь · h2 чёрный король · d1 белый ферзь · e1 белая ладья | 5 |
| 4 | b8 чёрный слон · a6 белый король · c6 чёрная пешка · d6 чёрная пешка · b5 чёрная пешка · g4 чёрная пешка · h3 чёрная пешка · a2 белая ладья · f2 белый слон · g2 чёрный ферзь · h2 чёрный король · d1 белый ферзь · e1 белая ладья | b8 чёрный слон · a6 белый король · c6 чёрная пешка · d6 чёрная пешка · b5 чёрная пешка · g4 чёрная пешка · h3 чёрная пешка · a2 белая ладья · f2 белый слон · g2 чёрный ферзь · h2 чёрный король · d1 белый ферзь · e1 белая ладья | b8 чёрный слон · a6 белый король · c6 чёрная пешка · d6 чёрная пешка · b5 чёрная пешка · g4 чёрная пешка · h3 чёрная пешка · a2 белая ладья · f2 белый слон · g2 чёрный ферзь · h2 чёрный король · d1 белый ферзь · e1 белая ладья | b8 чёрный слон · a6 белый король · c6 чёрная пешка · d6 чёрная пешка · b5 чёрная пешка · g4 чёрная пешка · h3 чёрная пешка · a2 белая ладья · f2 белый слон · g2 чёрный ферзь · h2 чёрный король · d1 белый ферзь · e1 белая ладья | b8 чёрный слон · a6 белый король · c6 чёрная пешка · d6 чёрная пешка · b5 чёрная пешка · g4 чёрная пешка · h3 чёрная пешка · a2 белая ладья · f2 белый слон · g2 чёрный ферзь · h2 чёрный король · d1 белый ферзь · e1 белая ладья | b8 чёрный слон · a6 белый король · c6 чёрная пешка · d6 чёрная пешка · b5 чёрная пешка · g4 чёрная пешка · h3 чёрная пешка · a2 белая ладья · f2 белый слон · g2 чёрный ферзь · h2 чёрный король · d1 белый ферзь · e1 белая ладья | b8 чёрный слон · a6 белый король · c6 чёрная пешка · d6 чёрная пешка · b5 чёрная пешка · g4 чёрная пешка · h3 чёрная пешка · a2 белая ладья · f2 белый слон · g2 чёрный ферзь · h2 чёрный король · d1 белый ферзь · e1 белая ладья | b8 чёрный слон · a6 белый король · c6 чёрная пешка · d6 чёрная пешка · b5 чёрная пешка · g4 чёрная пешка · h3 чёрная пешка · a2 белая ладья · f2 белый слон · g2 чёрный ферзь · h2 чёрный король · d1 белый ферзь · e1 белая ладья | 4 |
| 3 | b8 чёрный слон · a6 белый король · c6 чёрная пешка · d6 чёрная пешка · b5 чёрная пешка · g4 чёрная пешка · h3 чёрная пешка · a2 белая ладья · f2 белый слон · g2 чёрный ферзь · h2 чёрный король · d1 белый ферзь · e1 белая ладья | b8 чёрный слон · a6 белый король · c6 чёрная пешка · d6 чёрная пешка · b5 чёрная пешка · g4 чёрная пешка · h3 чёрная пешка · a2 белая ладья · f2 белый слон · g2 чёрный ферзь · h2 чёрный король · d1 белый ферзь · e1 белая ладья | b8 чёрный слон · a6 белый король · c6 чёрная пешка · d6 чёрная пешка · b5 чёрная пешка · g4 чёрная пешка · h3 чёрная пешка · a2 белая ладья · f2 белый слон · g2 чёрный ферзь · h2 чёрный король · d1 белый ферзь · e1 белая ладья | b8 чёрный слон · a6 белый король · c6 чёрная пешка · d6 чёрная пешка · b5 чёрная пешка · g4 чёрная пешка · h3 чёрная пешка · a2 белая ладья · f2 белый слон · g2 чёрный ферзь · h2 чёрный король · d1 белый ферзь · e1 белая ладья | b8 чёрный слон · a6 белый король · c6 чёрная пешка · d6 чёрная пешка · b5 чёрная пешка · g4 чёрная пешка · h3 чёрная пешка · a2 белая ладья · f2 белый слон · g2 чёрный ферзь · h2 чёрный король · d1 белый ферзь · e1 белая ладья | b8 чёрный слон · a6 белый король · c6 чёрная пешка · d6 чёрная пешка · b5 чёрная пешка · g4 чёрная пешка · h3 чёрная пешка · a2 белая ладья · f2 белый слон · g2 чёрный ферзь · h2 чёрный король · d1 белый ферзь · e1 белая ладья | b8 чёрный слон · a6 белый король · c6 чёрная пешка · d6 чёрная пешка · b5 чёрная пешка · g4 чёрная пешка · h3 чёрная пешка · a2 белая ладья · f2 белый слон · g2 чёрный ферзь · h2 чёрный король · d1 белый ферзь · e1 белая ладья | b8 чёрный слон · a6 белый король · c6 чёрная пешка · d6 чёрная пешка · b5 чёрная пешка · g4 чёрная пешка · h3 чёрная пешка · a2 белая ладья · f2 белый слон · g2 чёрный ферзь · h2 чёрный король · d1 белый ферзь · e1 белая ладья | 3 |
| 2 | b8 чёрный слон · a6 белый король · c6 чёрная пешка · d6 чёрная пешка · b5 чёрная пешка · g4 чёрная пешка · h3 чёрная пешка · a2 белая ладья · f2 белый слон · g2 чёрный ферзь · h2 чёрный король · d1 белый ферзь · e1 белая ладья | b8 чёрный слон · a6 белый король · c6 чёрная пешка · d6 чёрная пешка · b5 чёрная пешка · g4 чёрная пешка · h3 чёрная пешка · a2 белая ладья · f2 белый слон · g2 чёрный ферзь · h2 чёрный король · d1 белый ферзь · e1 белая ладья | b8 чёрный слон · a6 белый король · c6 чёрная пешка · d6 чёрная пешка · b5 чёрная пешка · g4 чёрная пешка · h3 чёрная пешка · a2 белая ладья · f2 белый слон · g2 чёрный ферзь · h2 чёрный король · d1 белый ферзь · e1 белая ладья | b8 чёрный слон · a6 белый король · c6 чёрная пешка · d6 чёрная пешка · b5 чёрная пешка · g4 чёрная пешка · h3 чёрная пешка · a2 белая ладья · f2 белый слон · g2 чёрный ферзь · h2 чёрный король · d1 белый ферзь · e1 белая ладья | b8 чёрный слон · a6 белый король · c6 чёрная пешка · d6 чёрная пешка · b5 чёрная пешка · g4 чёрная пешка · h3 чёрная пешка · a2 белая ладья · f2 белый слон · g2 чёрный ферзь · h2 чёрный король · d1 белый ферзь · e1 белая ладья | b8 чёрный слон · a6 белый король · c6 чёрная пешка · d6 чёрная пешка · b5 чёрная пешка · g4 чёрная пешка · h3 чёрная пешка · a2 белая ладья · f2 белый слон · g2 чёрный ферзь · h2 чёрный король · d1 белый ферзь · e1 белая ладья | b8 чёрный слон · a6 белый король · c6 чёрная пешка · d6 чёрная пешка · b5 чёрная пешка · g4 чёрная пешка · h3 чёрная пешка · a2 белая ладья · f2 белый слон · g2 чёрный ферзь · h2 чёрный король · d1 белый ферзь · e1 белая ладья | b8 чёрный слон · a6 белый король · c6 чёрная пешка · d6 чёрная пешка · b5 чёрная пешка · g4 чёрная пешка · h3 чёрная пешка · a2 белая ладья · f2 белый слон · g2 чёрный ферзь · h2 чёрный король · d1 белый ферзь · e1 белая ладья | 2 |
| 1 | b8 чёрный слон · a6 белый король · c6 чёрная пешка · d6 чёрная пешка · b5 чёрная пешка · g4 чёрная пешка · h3 чёрная пешка · a2 белая ладья · f2 белый слон · g2 чёрный ферзь · h2 чёрный король · d1 белый ферзь · e1 белая ладья | b8 чёрный слон · a6 белый король · c6 чёрная пешка · d6 чёрная пешка · b5 чёрная пешка · g4 чёрная пешка · h3 чёрная пешка · a2 белая ладья · f2 белый слон · g2 чёрный ферзь · h2 чёрный король · d1 белый ферзь · e1 белая ладья | b8 чёрный слон · a6 белый король · c6 чёрная пешка · d6 чёрная пешка · b5 чёрная пешка · g4 чёрная пешка · h3 чёрная пешка · a2 белая ладья · f2 белый слон · g2 чёрный ферзь · h2 чёрный король · d1 белый ферзь · e1 белая ладья | b8 чёрный слон · a6 белый король · c6 чёрная пешка · d6 чёрная пешка · b5 чёрная пешка · g4 чёрная пешка · h3 чёрная пешка · a2 белая ладья · f2 белый слон · g2 чёрный ферзь · h2 чёрный король · d1 белый ферзь · e1 белая ладья | b8 чёрный слон · a6 белый король · c6 чёрная пешка · d6 чёрная пешка · b5 чёрная пешка · g4 чёрная пешка · h3 чёрная пешка · a2 белая ладья · f2 белый слон · g2 чёрный ферзь · h2 чёрный король · d1 белый ферзь · e1 белая ладья | b8 чёрный слон · a6 белый король · c6 чёрная пешка · d6 чёрная пешка · b5 чёрная пешка · g4 чёрная пешка · h3 чёрная пешка · a2 белая ладья · f2 белый слон · g2 чёрный ферзь · h2 чёрный король · d1 белый ферзь · e1 белая ладья | b8 чёрный слон · a6 белый король · c6 чёрная пешка · d6 чёрная пешка · b5 чёрная пешка · g4 чёрная пешка · h3 чёрная пешка · a2 белая ладья · f2 белый слон · g2 чёрный ферзь · h2 чёрный король · d1 белый ферзь · e1 белая ладья | b8 чёрный слон · a6 белый король · c6 чёрная пешка · d6 чёрная пешка · b5 чёрная пешка · g4 чёрная пешка · h3 чёрная пешка · a2 белая ладья · f2 белый слон · g2 чёрный ферзь · h2 чёрный король · d1 белый ферзь · e1 белая ладья | 1 |
|   | a | b | c | d | e | f | g | h |   |

1.Лc2! ~ 2.Сh4 Ф:c2 3.Ф:c2# 

1. … Фg3 2.Лe3! Фg2 3.Сg3# 

1. … Ф:f2 2.Ф:g4! Сa7 3.Фg1# или 2. … Фg2 3.Фf4# 

1. … С:а7 2.Ф:d6+ g3 3.С:g3# 

1. … g3 2.Лh1+ Ф:h1 3.С:g1#
Классическая иллюстрация стиля чешской школы М. Хавеля.